# Paolo Gracis
Paolo Gracis (Treviso, 10 settembre 1951) è un ex cestista italiano.

## Carriera
Luciano Bortoletto, fondatore della Pallacanestro Treviso all'epoca allenatore al Basket Mestre assieme ad Augusto Giomo, lo portò a giocare nelle giovanili del Basket Mestre, squadra nella quale cresce cestisticamente giocando nella seconda serie (serie B).
Assiste agli allenamenti ed al debutto di Renato Villalta, assieme al quale raggiungerà la promozione in serie A.
Gracis (che nella stagione 1970-71 segna 259 punti), con Mestre 3ª con Padova promossa in A successivamente debutta in Serie A1 nel 1972-73 giocando (prestito) con il Gorena Padova che però a fine stagione retrocede in B; pertanto Gracis e Giorgio Cedolini tornano nella Duco Mestre dove nel campionato successivo di Serie B 1973-74 centreranno la promozione nella massima serie (1974-75).
Nella sua carriera ha disputato due stagioni in Serie A1 (1972-73 e 1974-1975) e 3 in Serie A2 ed ha giocato nove stagioni a Mestre.
È fratello maggiore di Andrea Gracis.

## Palmarès
- Promozione in Serie A1: 1

Basket Mestre: 1973-74